# Vysoké Popovice
Vysoké Popovice (do roku 1949 jen Popovice) jsou obec v okrese Brno-venkov v Jihomoravském kraji. Rozkládají se v Křižanovské vrchovině, ve výšce 459 m n. m. Žije zde 754 obyvatel.
Sousedními obcemi jsou Újezd u Rosic, Zakřany, Lukovany, Příbram na Moravě v okrese Brno-venkov a Rapotice v okrese Třebíč (Kraj Vysočina).

## Název
Na vesnici bylo přeneseno původní označení jejích obyvatel popovici – "lidé náležející popovi" (pop bylo ve staré češtině označení pro nižšího kněze či kněze obecně). Protože existovalo i osobní jméno Pop, není jisté, že označení obyvatel a vsi se odvinulo od poddanství církvi. Přívlastek Vysoké byl dán roku 1949 na rozlišení od jiných vesnic téhož jména (zejména v tehdejším Brněnském kraji), a to podle toho, že ze všech Popovic leží v nejvyšší nadmořské výšce.

## Historie
První písemná zmínka o obci pochází z roku 1228. Byla samostatným statkem pánů z Popovic. Od roku 1482 se Popovice trvale přidaly k rosickému panství. V Popovicích stávala tvrz, která byla vypálena za výpravy uherského krále Matyáše Korvína proti českému králi Jiřímu z Poděbrad. Nejstarší obecní pečeť z roku 1749 s radlicí mezi dvěma květy nese nápis Popowiz. Na pečeti z roku 1768 je kromě dvou květů nápis Dediny Popowiez. Poslední pečeť bez data nese nápis Popoviz s obrazem Jana Nepomuckého.

## Obyvatelstvo
Na začátku 17. století měla obec 16 domů, po třicetileté válce z nich bylo obydlených pouze 6.
| Rok            | 1869 | 1880 | 1890 | 1900 | 1910 | 1921 | 1930 | 1950 | 1961 | 1970 | 1980 | 1991 | 2001 | 2011 | 2021 |
| -------------- | ---- | ---- | ---- | ---- | ---- | ---- | ---- | ---- | ---- | ---- | ---- | ---- | ---- | ---- | ---- |
| Počet obyvatel | 354  | 413  | 498  | 576  | 696  | 751  | 751  | 821  | 862  | 775  | 711  | 609  | 592  | 682  | 746  |
| Počet domů     | 48   | 59   | 63   | 82   | 103  | 124  | 155  | 197  | 205  | 211  | 213  | 233  | 238  | 261  | 272  |

Vývoj počtu obyvatel

## Obecní správa
V letech 1850–1873 byly součástí obce také Lukovany, od roku 1850 do 4. září 1875 také Příbram na Moravě a od roku 1850 do 70. let 19. století také Zakřany.

### Obecní symboly
Znak a vlajka byly obci uděleny rozhodnutím předsedy Poslanecké sněmovny Parlamentu České republiky dne 30. listopadu 2007.

## Pamětihodnosti
- Zaniklá tvrz
- Farní kostel sv. Jana Křtitele (původně dřevěný, dnes zděný)
- Budova fary z 18. století
- Budova staré školy z roku 1831 (dnes přestavěna na Obecní úřad, poštu, kadeřnictví a místní knihovnu)
- Budova nové školy z roku 1938
- Zájezdní hostinec – Panská hospoda z roku 1755

## Galerie

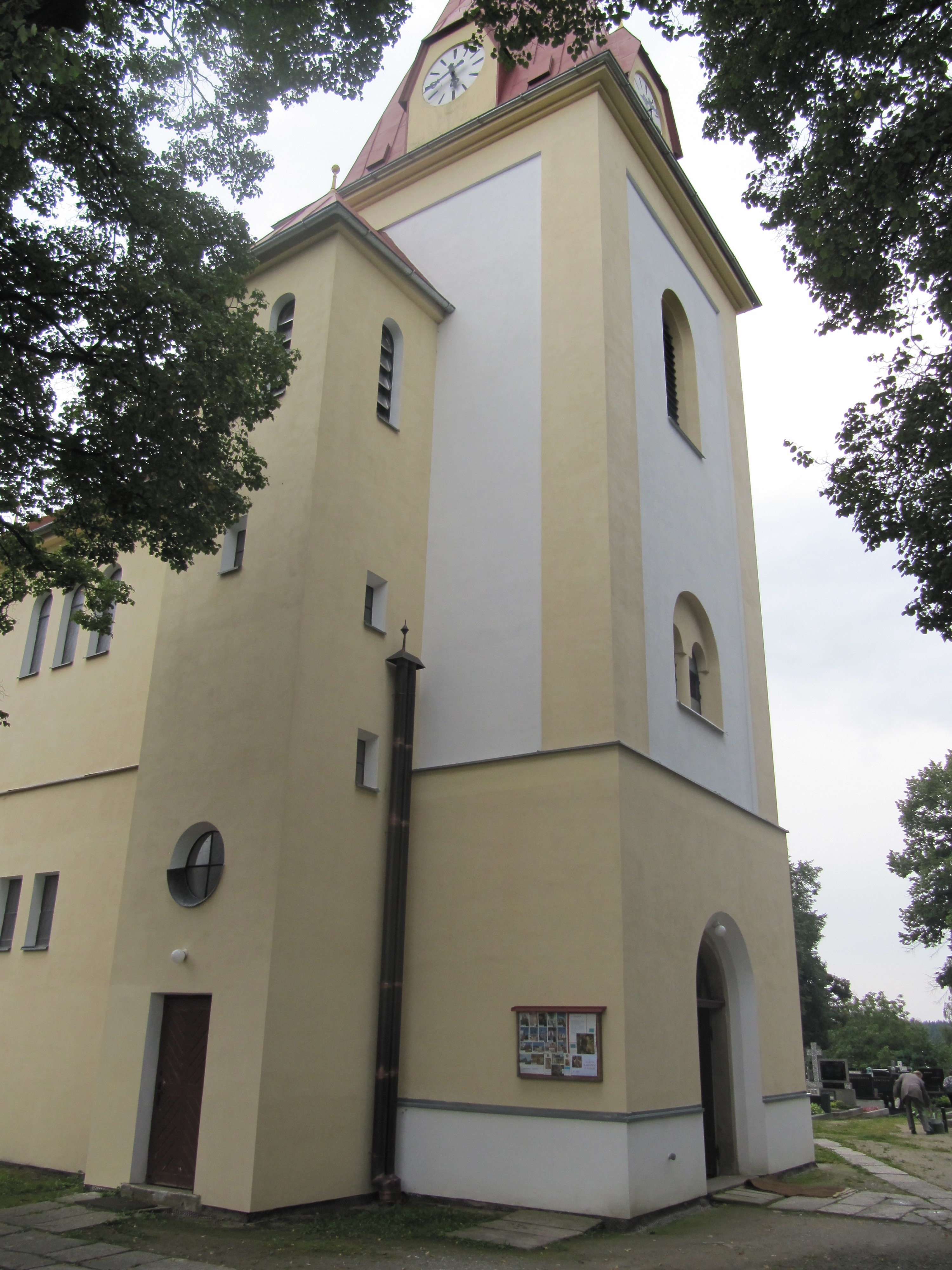
Kostel svatého Jana Křtitele
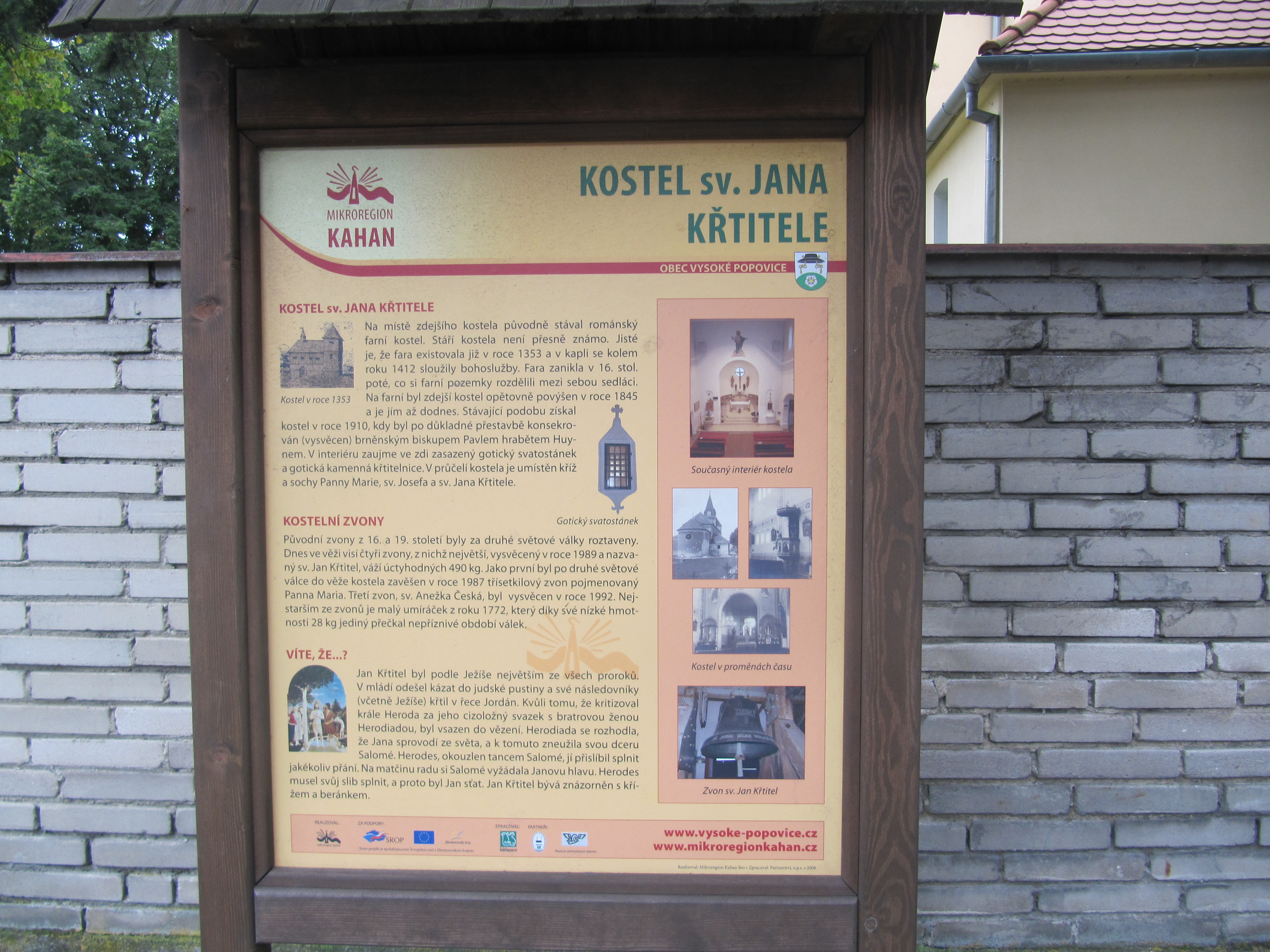
Informační tabule u kostela
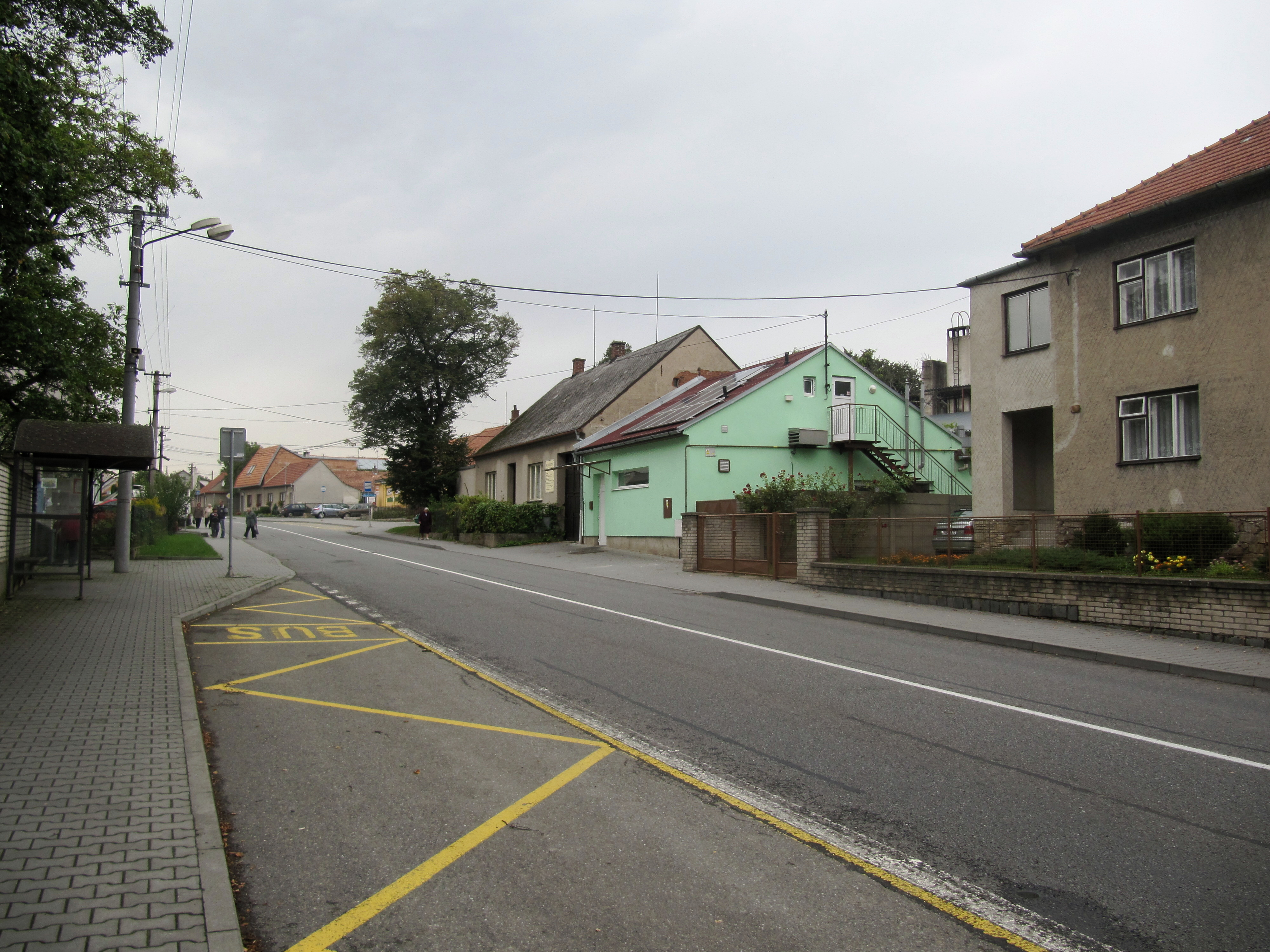
Autobusová zastávka

## Doprava
Obcí prochází silnice první třídy 23 a železniční trať Brno – Jihlava. Vysoké Popovice jsou začleněny do Integrovaného dopravního systému Jihomoravského kraje.

## Sport
Sportovní klub provozuje fotbalové hřiště a dva tenisové kurty. Pro menší děti je zde k dispozici dětské hřiště (se skluzavkami a houpačkami) nedaleko školy a pro ty větší se vedle školy nachází asfaltové hřiště s mnoha možnými využitími (dá se zde hrát např. volejbal, basketbal, fotbal, v zimě hokej a jiné sporty).

## Kulturní akce
Každoročně jsou obcí pořádány různé kulturní akce jako například obecní ples, ostatky, koncem června pouť a začátkem října hody. V roce 2011 začalo fungovat občasné letní kino na hřišti pod školou.
Pro děti se pořádá dětský den, dětský karneval a první zářijovou sobotu Cesta pohádkovým lesem.

## Okolní příroda
Obec je téměř ze všech stran obklopena poli nebo lesy. Ty hojně využívají houbaři z blízkého i dalekého okolí.